# 브라운시섬
브라운시섬(Brownsea Island)은 영국 도싯주의 풀 하버에서 가장 큰 섬이다.  섬 대부분의 소유주는 내셔널 트러스트이고 북쪽 절반의 관리는 도싯 와일드라이프 트러스트가 맡고있다. 일부 구간을 제외한 대부분 지역이 대중에게 개방되어 탐방객을 맞는다.
1907년 스카우트 운동의 실험 캠프가 설치되어 이듬해 영국 스카우트 협회 결성의 계기가 되었다. 공용 연락선이나 개인용 보트로 섬을 방문할 수 있다. 2017년 방문객은 133,340 명이다. 섬의 이름은 고대 영어 Brūnoces īeg(브루녹의 섬)에서 유래했을 것으로 추측된다.

## 지리

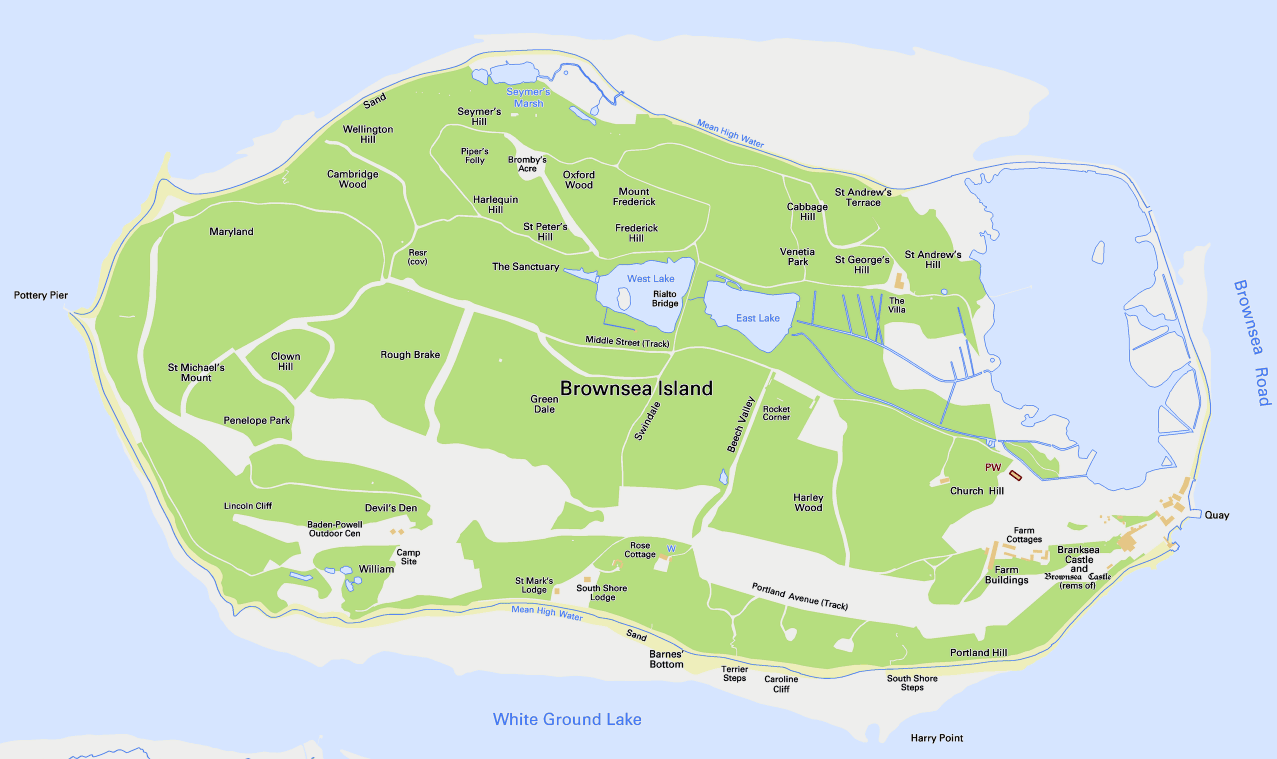
브라운시섬의 지도

브라운시섬은 도싯의 풀 마을 맞은편에 있는 잉글랜드에서 가장 큰 천연 항구인 풀 하버 안에 있다. 풀 하버에는 8개의 섬이 있으며 브라운시섬은 그 중에 가장 큰 섬이다. 섬의 성 근처에 작은 부두가 있다. 섬은 길이 1 1⁄2 마일 (2.4 km)  폭  3⁄4 마일 (1.2 km) 로 넓이는 500 에이커 (200 ha)이다. 섬의 대부분은 소나무와 삼나무가 섞인 숲과 황무지, 소금끼 머금은 해안 습지 등으로 이루어져 있다.
섬의 교회와 제3자가 임대 또는 관리하는 몇 개의 건물을 제외하면 섬 전체를 내셔널 트러스트가 소유하고 있다. 대부분의 건물은 선착장 근처에 있고, 섬의 북쪽은 도싯 와일드라이프 트러스트가 관리하는 자연보전지역으로 새들의 중요한 서식지여서 대중의 접근이 제한되어 있다. 브라운시성과 섬 남부의 일정 부분은 존 르위스 파트너쉽이 빌려 방문객 숙박 용도로 사용하고 있으며 일반 공개는 하지 않는다.
섬은 행정구역상 잉글랜드의 단일 자치구인 도싯 지구내의 스턴들랜드 군에 속하며 영국 하원의 남도싯 선거구에 속해있다.

## 생태

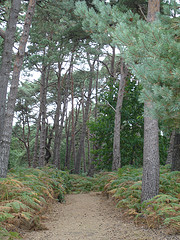
브라운시섬의 숲

브라운시섬의 항구는 퇴적된 모래와 진흙이 위에 제방을 쌓아 만들어졌고 이로 인해 생태적 천이가 일어났다.
섬의 자연보전지역은 내셔널 트러스트 소유의 토지를 도싯 와일드라이프 트러스트가 임대하여 관리하는 지역이다. 이 보호 구역에는 기수 석호와 삼림 지대가 놓여 있다. 섬의 다른 곳은 염습지, 갈대밭, 2개의 담수호, 낙엽수와 침엽수가 섞여 자라는 숲 등으로 이루어져 있다. 과거 진달래 같은 식물들이 식재된 후 침입종이 되었지만 생태 보전을 위해 대부분 정리되었다. 섬 전체가 영국의 과학적 특별관심지역으로 지정되어 있다.

### 야생 동물

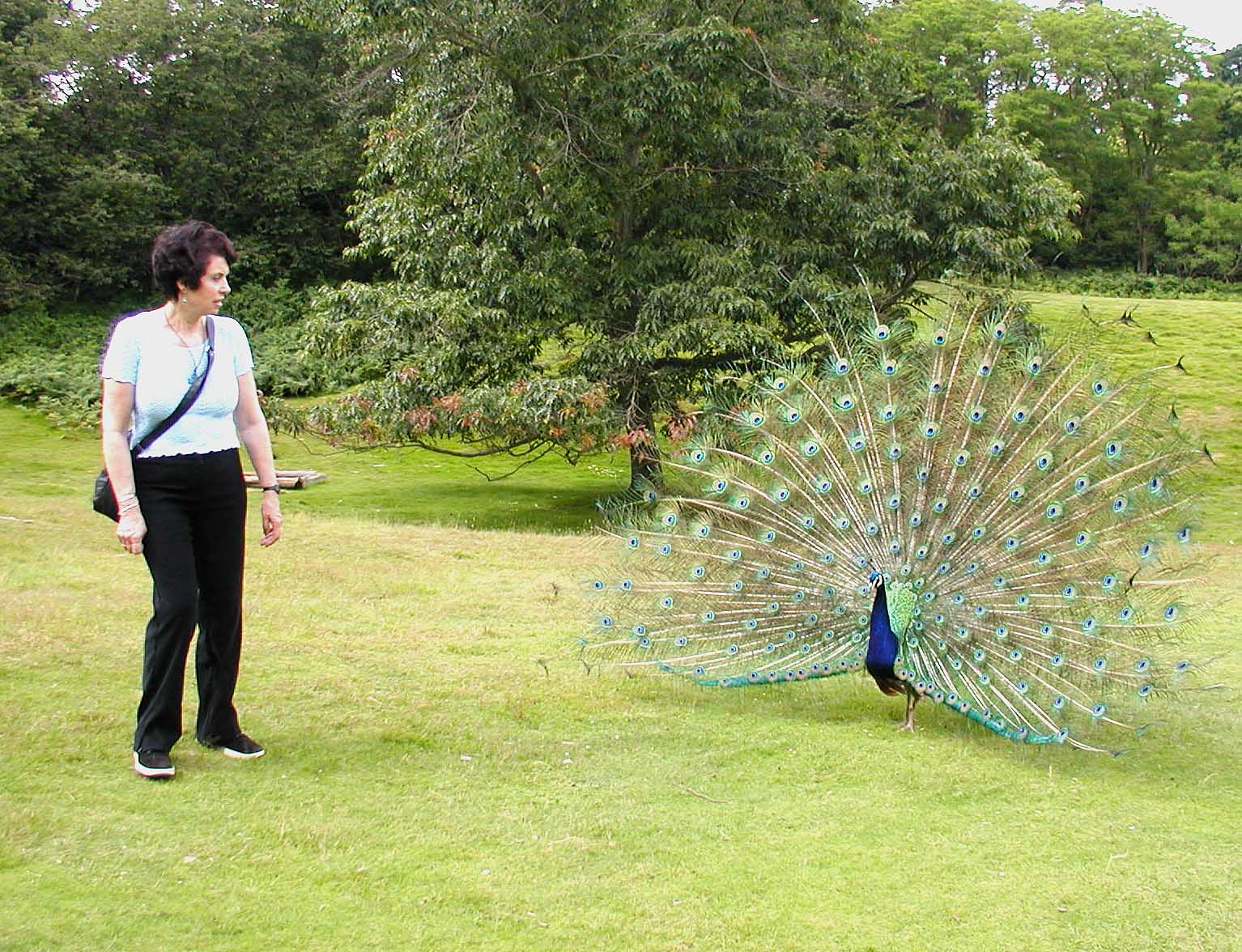
꼬리를 편 공작

브라운시섬은 잉글랜드 남부에서 토착 청설모가 살아남는 몇 안 되는 곳 중 하나이다. 섬이라는 특징으로 동부회색청서가 유입된 적이 없기 때문이다. 브라운시섬의 청설모 군집은 인간에게 나병을 유발하는 세균인 나균의 인간형 줄기를 보유하고 있는 것으로 알려진 영국의 유일한 개체군이기도 하다. 브라운시섬에서는 방문객을 위해 공작도 기르고 있다. 섬에 서식하는 조류로는 왜가리와 쇠백로가 있다.
과거에 사람이 들여온 꽃사슴이 많은 무리를 이루고 있다. 꽃 사슴은 한 때 너무 많은 개체수 증식으로 섬이 감당할 수 없는 지경에 이르기도 하였고 지금은 삼림 보호를 위해 서식지를 벗어나지 못하도록 울타리를 둘렀다.
브라운시섬의 석호는 영국 내 제비갈매기의 대표적 서직지이도 하다.
육상 달팽이인 파필리테라 빈덴스(Papillifera bindens)도 서식한다.

## 역사

### 근세 이전
9세기 무렵 도체스터 근처의 세른 수도원에서 브라운시에 작은 암자를 지어 수사들이 섬에 살기 시작하였다. 사도 안드레아에게 헌정된 이 암자는 은자의 거처로 사용되었고 풀 하버를 통과하는 배의 무탈한 항해를 기원하였다. 1015년 크누트 대왕이 바이킹을 몰고와 풀 하버를 습격할 때 브라운시섬을 군사기지로 삼았다. 크누트는 이 섬을 거점으로 웨어햄과 세른 수도원을 약탈하였다. 11세기 당시 섬의 원래 주인은 스터들랜드의 장원 영주 브루노였다. 노르만인의 잉글랜드 정복 이후 윌리엄 1세는 브라운시섬을 포함한 스터들랜드를 이복형인 로베르 드모르탱에게 주었다. 1154년 헨리 2세가 세른 수도원에 섬에 난파된 배의 처분권을 부여했고 이후 세른 수도원이 350년 동안 브라운시섬을 관할하였다.

### 튜더 시기와 내전

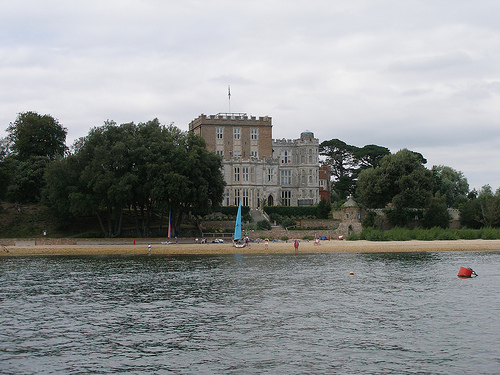
브라운시 성

세른 수도원의 해산 이후 브라운시섬은 국왕의 직할령이 되었다. 헨리 8세는 유럽과의 갈등 속에 풀하버의 좁은 입구를 지키는 전략적 요충지로 삼아 1547년 브라운시성이 세워졌다. 이후 브라운시섬은 여러 사람에게 소유권이 이전되어 왔는데, 1576년 엘리자베스 1세는 총신이자 연인으로 소문이 자자했던 크리스토퍼 해튼에게 이 섬을 선물하였다. 잉글랜드 내전 시기 풀 하버 인근은 의회파 측을 지지하면서 브라운시성을 수비하였다. 1654년에는 영국 역사상 유일한 쿠데타이었던 프라이드의 숙청의 주도자였던 토머스 프라이드가 이 섬에 주둔하였다. 1650년대 중반에는 부유한 상인이자 런던시의 시장이었던 로버트 클레이튼이 소유주가 되었고 1707년 그의 사망 이후 휘그당 의원이자 건축가였던 윌리엄 벤슨에게 매각되었다. 그는 요새였던 성을 거주지로 개조하고 섬에 다양한 종류의 나무를 들여왔다.

### 18세기 - 19세기

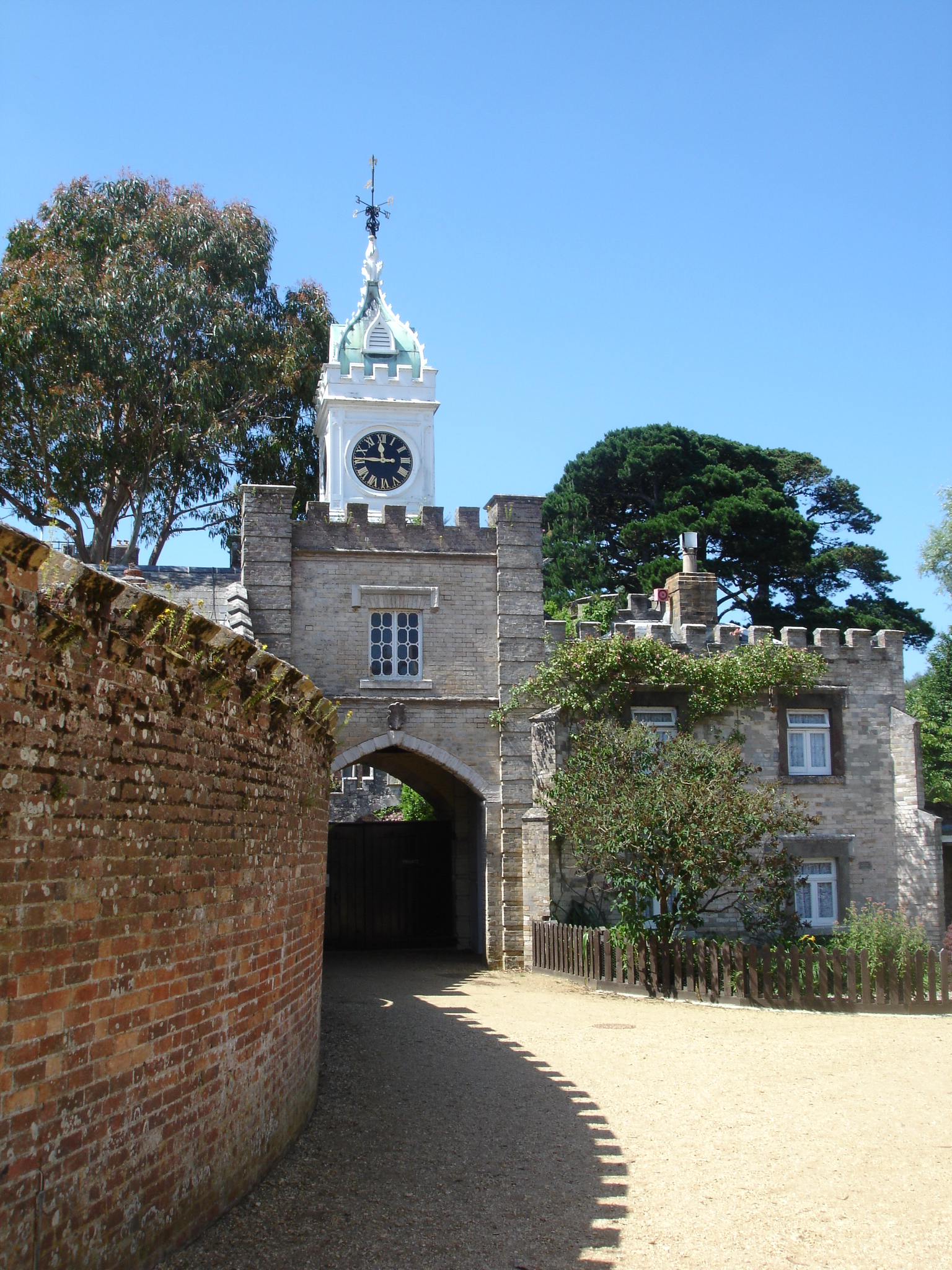
1850년대 중반 윌리엄 워프가 추가한 튜더 시대 양식의 입구

1765년 지역 지주이자 하원의원이었던 험프리 스터트가 브라운시섬을 구입하였고 이후 아들에게 물려주였다. 스터트는 성을 확장하면서 5만 파운드를 들여 정원을 꾸몄다. 1848년 은퇴한 외교관인 오거스터스 존 포스터가 이 섬을 구매하였지만 우울증을 겪던 그는 같은 해에 스스로 목숨을 끊었다. 1852년 다시 매물로 나온 브라운시섬은 퇴역 군인이었던 윌리엄 워프가 1만3천 파운등에 구입하였다. 워프는 브라운시섬의 백토로 고품질 도자기를 만들 수 있으리라 기대하였다.
섬의 남서쪽 모퉁이에 3층짜리 도자기 공장이 세워졌고, 북쪽의 점토 구덩이에서 파낸 흙을 운반할 화물용 철도를 깔았다. 워프는 인근의 아일오브퍼벡에서 이미 양질의 백토로 도자기를 생산하고 있었기 때문에 브라운시섬의 백토도 그와 같기를 바랬지만 출토된 백토는 화장실 용기를 제작할 수 있을 정도의 품질을 보였고 기대에 미치지 못했다. 200명 이상의 직원이 고용되었던 회사는 수요 부족과 점토 품질 저하로 1887년 폐업하였다.

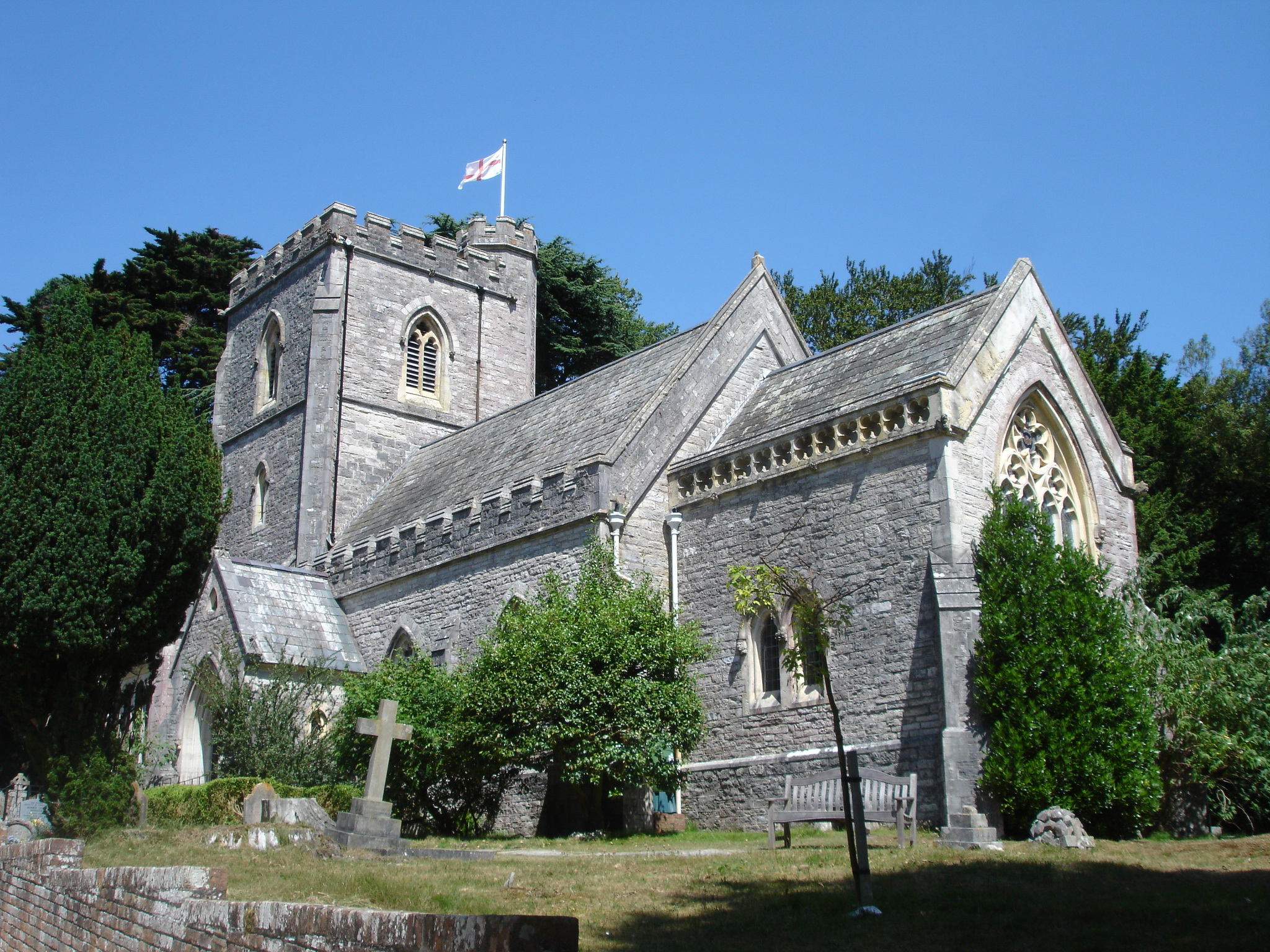
1854년 건축된 세인트 메리 교회

이 때의 흔적으로 오늘날에도 공장 건물의 기초와 도자기 파편이 남아있다. 공장을 가동하면서 워프는 직원들이 머물 마을을 조성하고 아내의 이름을 따 메릴랜드라고 이름 붙였다. 자신이 거주하던 성에는 튜더 양식을 본 딴 정문과 타워도 추가가하였고 새로운 선착장도 건설하였다. 1854년 고딕 복고양식으로 건축된 세인트 메리 교회를 세우면서 그는 많은 돈을 들였다. 이 교회는 현재 스카우트 운동이 관리하고 있다.
생각대로 일이 진행되지 않아 큰 빚을 진 워프는 스페인으로 야반도주하였다. 1873년 채권자들은 채권 회수를 위해 브라운시섬을 보수당 정치인이었던 조지 카벤디시-벤틴크에게 매각하였다. 벤틴크는 이곳에서 소를 방목하였고 섬의 이곳 저곳에 이탈리아 르네상스풍의 조각을 세워 장식하였다. 워프는 파산하였지만 1881년까지도 도자기 공장은 유지되어 270여 명이 이 섬에 살았다. 벤틴크 사망 이후 1891년 역시 보수당 정치인이었던 케네스 로버트 발포어가 이 섬을 구매하였다. 1896년 전기를 들였지만 화재가 일어나 성이 소실되었다. 이후 성을 재건축한 발포어는 1901년 섬을 매물로 내놓았다.

### 20세기

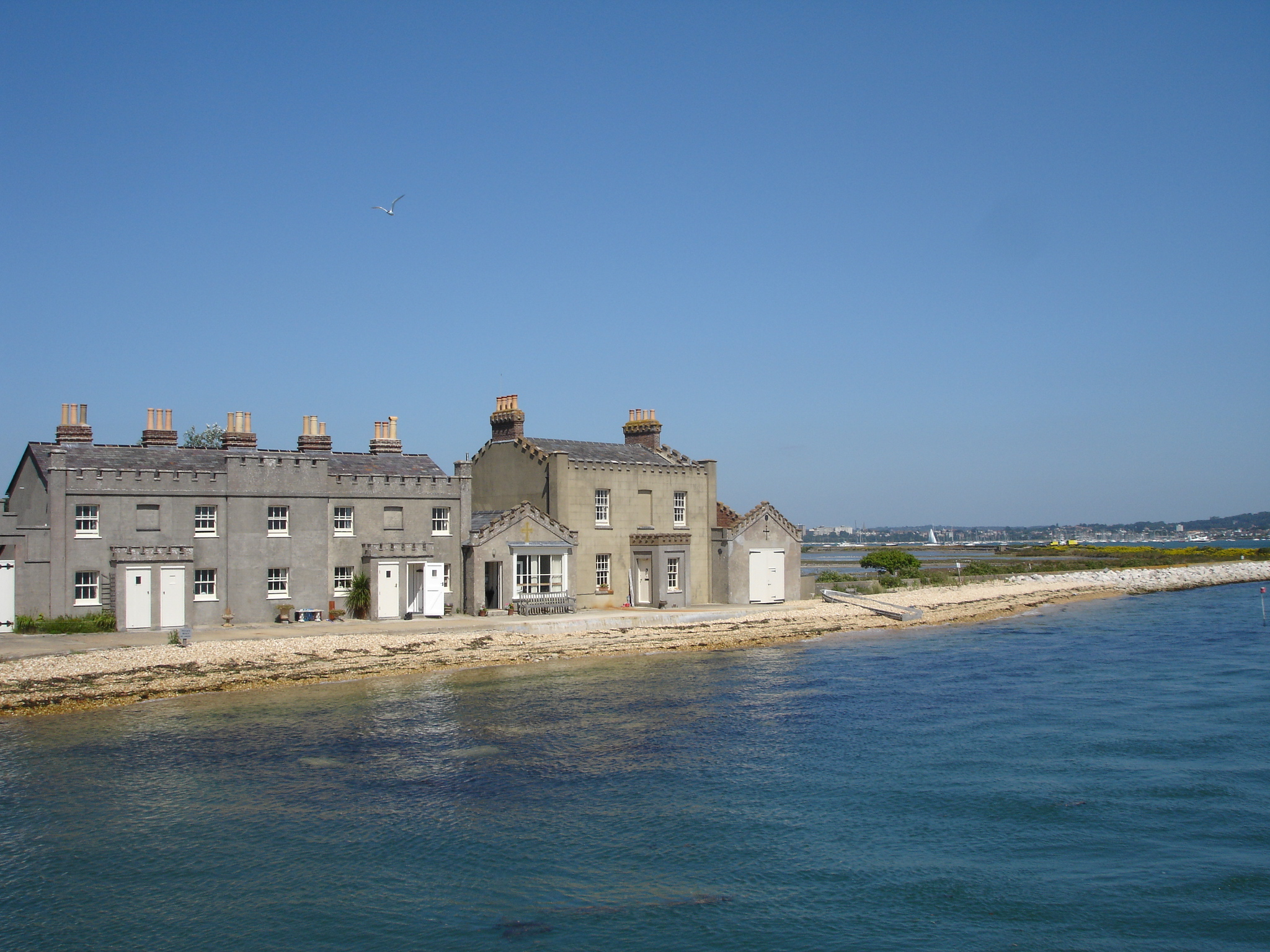
섬 동쪽 끝에 위치한 코티지

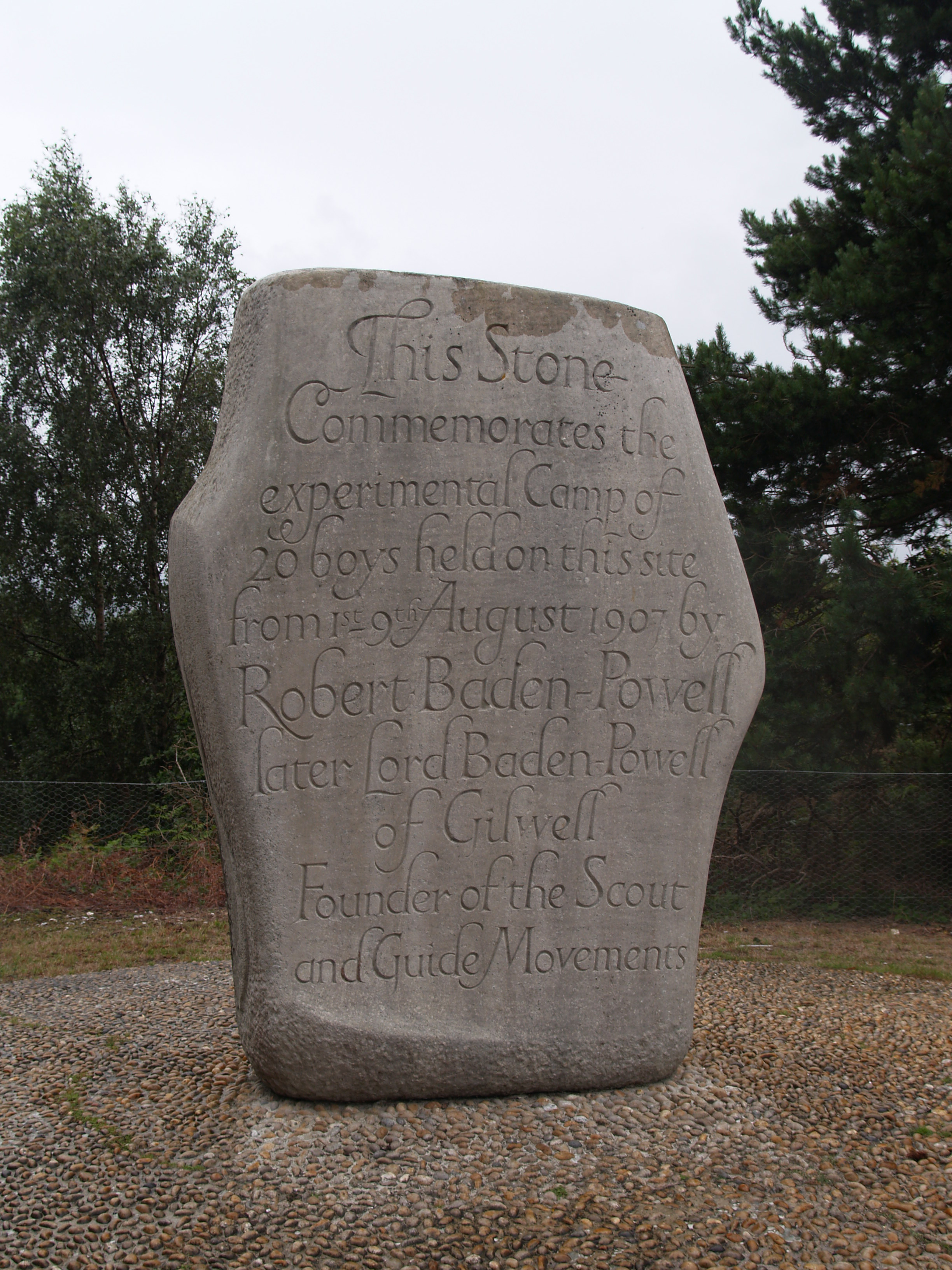
스카우트 실험 캠프 기념비

부유한 증권 거래인이었던 찰스 반 랄트가 브라운시섬을 구입하여 휴양지로 꾸몄다. 성 역시 리조트로 개조되었고 굴리엘모 마르코니와 같은 유명 인사들이 투숙하였다. 1907년 반 랄트의 절친한 친구였던 로버트 베이든파월이 소년들을 위한 실험 캠프를 주회하여 이 섬은 스카우트 운동의 기원지가 되었다. 당시까지도 도자기 공장에서 일했던 사람들이 이제는 채소를 재배하고 젓소를 기르며 살고 있었다.
1908년 2월 반랄트는 인도의 콜카타에서 사망하였고 그의 아내도 결국 1925년에 이 섬을 팔았다. 1927년 경매에서 12만 5천 파운드에 브라운시섬을 인수한 메리 보넘크리스티는 이 섬에서 은둔할 생각으로 주민들을 대대적으로 추방하여 "브라운시의 악마"라는 별명을 얻었다. 주민이 떠난 섬은 황야와 숲으로 돌아가기 시작하였다. 1934년 산불이 일주일간 지속되어 섬의 대부분이 잿더미로 변했고, 섬의 동쪽 건물만 바람의 방향 덕분에 겨우 살아남을 수 있었다. 이 사건에 충격을 받은 보넘크리스티는 남은 생애 동안 사람들의 출입을 금지하였다.
제2차 세계 대전 중에는 섬의 서쪽 끝에 대형 조명을 설치하였는데 루프트바페의 폭격기들이 풀 하버로 착각하게끔 만들어진 미끼였다. 이 미끼로 브라운시섬에는 1천 톤의 폭탄이 떨어졌지만 영국은 풀 하버와 본머스를 지킬 수 있었다. 대신 당시의 폭격으로 버려진 옛 마을이었던 메릴랜드는 완전히 파괴되었다. 1961년 4월 보넘크리스티가 98세의 나이로 사망하자, 유산을 상속한 손자는 상속세를 대신하여 이 섬을 재무부에 넘겼다. 재무부가 브라운시섬을 민간에게 매각할 것이라는 소문이 돌자 환경보호 활동가였던 헬렌 브라더턴이 자연 보호를 위한 브라운시섬 구매 캠페인을 시작하였다.
내셔널 트러스트는 충분한 자금이 모인다면 섬을 관리하겠다고 동의하였고 1962년 10만 파운드에 구입하였다. 내셔널 트러스트는 브라운시섬을 방문객들이 탐방할 수 있는 자연보호 구역으로 재개발하였다. 산불 재발을 방지하기 위해 방화로를 만들었고 섬의 북쪽지역은 도싯 와일드라이프 트러스트에게 임대해 주었다. 이로서 1907년의 스카우트 원년 맴버들이 브라운시섬에 돌아올 수 있게 되어 스카우트 운동은 1963년 5월 행사를 개최하였다. 대중 공개 직후 브라운시섬을 찾은 탐방객은 연간 1만명 이상이었다. 이후 선착장과 선박의 크기가 커지면서 오늘날 브라운시섬의 방문객은 연간 11만 명으로 늘었다.

## 스카우트 운동

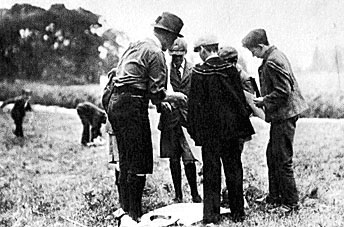
1907년 8월 시카우트 실험 캠프 활동을 하고 있는 로버트 베이든파월

로버트 베이든파월은 브라운시섬에서 1907년 8월 1일부터 8일까지 스카우트 운동의 가능성을 확인하기 위한 실험 캠프를 열었다. 이 캠프에는 다양한 사회적 배경을 지닌 21 명의 소년이 참여하였다. 소년들은 야영, 관측, 목공예, 기사도, 인명구조, 애국심 고취 등의 활동을 하였고 실험 캠프는 성공적으로 마무리되었다. 이를 바탕으로 베이든 파월은 1908년 《소년을 위한 스카우팅》을 저술하여 본격적인 스카우트 운동을 벌였다.
보이스카우트는 이후 1930년대까지 해마다 브라운시섬에서 야영 활동을 하였다. 1934년 화재로 섬의 대부분이 황폐화 되자 소유주 보넘크리스티가 모든 방문객 출입을 금지하면서 더 이상 스카우트 활동을 할 수 없었다가 1963년 네셔널 트러스트가 인수한 뒤 다시 야영 활동을 재개하였다.
2007년 8월 스카우트 탄생 1백 주년 기념 행사가 브라운시섬에서 열렸다. 원년의 야영지를 복원하여 전시한 이 행사에는 160개국에서 수백 명의 스카우트 및 걸 가이드 대원들이 참여하였다.

## 참고 문헌
- Bugler, John; Drew, Gregory (1995). 《A history of Brownsea Island》. Dorset County Library. ISBN 0852167652.
- Legg, Rodney (2005). 《The Book of Poole Harbour and Town》. Halsgrove. ISBN 1-84114-411-8.
- Sydenham, John (1986) [1839]. 《The History of the Town and County of Poole》 2판. Poole: Poole Historical Trust. ISBN 0-9504914-4-6.

### 추가 자료
- Dorset County Council, Visitor Numbers at Selected Attractions 1998 to 2002.
- National Trust (See External links).
- Pitt-Rivers, Michael, 1970. Dorset. London: Faber & Faber.